# Jan Glijnis
Gerrit Jan Glijnis (Zoetermeer, 7 mei 1929) is een Nederlands politicus van de VVD.
Hij werd geboren als boerenzoon en is na de hbs afgestudeerd aan de Nederlandsche Economische Hoogeschool in Rotterdam. In 1959 trad hij in dienst bij het ministerie van Landbouw en Visserij waar hij werkzaam was als administrateur. In november 1964 werd Glijnis benoemd tot burgemeester van Zijpe en in mei 1979 volgde zijn benoeming tot burgemeester van Heiloo. In september 1989 kwam na bijna 25 jaar een einde aan zijn burgemeesterschap toen hij vervroegd met pensioen ging. 